# Moderato Wisintainer
Moderato Wisintainer, beter bekend als Moderato, (Alegrete, 14 juli 1902 – Pelotas, 31 januari 1986) was een Braziliaanse voetballer.

## Biografie
Moderato begon zijn carrière bij Guarani uit zijn thuisstad Alegrete en maakte in 1921 de overstap naar Cruzeiro, een kleinere club uit Porto Alegre, waarmee hij wel het Campeonato Citadino de Porto Alegre mee won. Van 1923 tot 1930 speelde hij bij Flamengo uit de toenmalige hoofdstad Rio de Janeiro. Hier werd hij in 1925 en 1927 kampioen mee in het Campeonato Carioca. In 1927 scoorde hij zelfs het beslissende doelpunt voor de titel in een wedstrijd tegen America, ondanks het feit dat hij geblesseerd was en met een brace speelde na een operatie aan de appendix. In 1931 keerde hij terug naar Guarani en werd er vicekampioen mee in het Campeonato Gaúcho, achter het grote Grêmio.
Hij debuteerde voor het nationale elftal op 6 december 1925 op het Zuid-Amerikaanse kampioenschap in Buenos Aires en won met zijn team met 5-2 tegen Paraguay. Hij speelde nog drie wedstrijden in dit toernooi en werd samen met zijn ploeg vicekampioen achter gastheer Argentinië. In 1930 zat hij in de selectie voor het allereerste WK. Hij mocht niet aantreden in de eerste wedstrijd die ze verloren van Joegoslavië. Hij mocht wel aantreden in de tweede wedstrijd tegen Bolivia, die ze met 4-0 wonnen. Moderato scoorde 2 keer en was na Preguinho de tweede Braziliaan die kon scoren op een WK. De zege mocht echter niet baten en Brazilië werd na twee wedstrijden uitgeschakeld. Na dit WK werd Moderato ondanks zijn twee goals niet meer opgeroepen.